# 晏友琼
晏友琼（1949年—），女，汉族，云南昭通人，中华人民共和国政治人物，曾任云南省人大常委会常务副主任，第十二届全国人民代表大会云南地区代表。

## 生平
毕业于中央党校法学专业。1979年6月加入中国共产党。2008年当选为第十一届全国人大代表。2013年，担任全国人大代表。